# Landsverk L-182
Ландсверк Л-182 (швед. Landsverk L-182) — экспортная модификация для Финляндии шведского бронеавтомобиля L-181, разработанного компанией «Ландсверк» (швед. «Landsverk»). В 1936 году один бронеавтомобиль был приобретён Финляндией для испытаний в финской армии. От базовой модели L-182 отличался изменённой башней и установкой финского вооружения. Бронеавтомобиль продолжал использоваться в Финляндии до 1941 года.

## Описание конструкции

### Вооружение
Вооружение L-182 состояло из одного 13 мм и двух 7,92 мм пулемётов.

## Состоял на вооружении
| Государство | Род сил       | Количество |
| ----------- | ------------- | ---------- |
| Финляндия   | финская армия | 1          |